# Rudolf Widmann (Politiker)
Rudolf Widmann (* 17. September 1929 in Starnberg; † 14. April 2000 ebenda) war ein deutscher Kommunal- und Landespolitiker der FDP und gehörte in der 5. Legislaturperiode (1962–1966) dem Bayerischen Landtag an.

## Leben
Nach dem Abitur absolvierte Widmann ein Studium der Rechtswissenschaft an der Philosophisch-Theologischen Hochschule Bamberg, das er 1956 nach Zwischenstationen in München, Mainz und Würzburg abschloss. Er wurde 1961 promoviert.
Nach seinem Studium war Widmann zunächst im Staatsdienst tätig und wechselte anschließend als Wirtschaftsjurist zur Innwerk AG in Töging am Inn. 1960 gründete er eine eigene Rechtsanwaltskanzlei. Er gehörte von 1981 bis 1984 dem Beirat der Friedrich-Naumann-Stiftung für die Freiheit an.

## Politik
Rudolf Widmann trat 1951 der FDP bei, war Mitglied des Bezirksvorstandes der FDP Oberbayern und gehörte dem Bundesausschuss für Kommunalpolitik an.

## Öffentliche Ämter
Widmann wurde 1956 in den Stadtrat von Starnberg gewählt, 1960 erfolgte die Wahl zum 1. Bürgermeister. Vom 25. November 1962 bis zum 29. November 1966 war er Abgeordneter des Bayerischen Landtags, er gehörte dort dem Ausschuss für Geschäftsordnung und Wahlprüfung und dem Ausschuss für Sicherheitsfragen an. Nachdem die FDP bei der Landtagswahl 1966 an der Zehn-Prozent-Hürde gescheitert war, die nach damaliger Regelung in einem der 7 Bezirke überschritten werden musste, schied er aus dem Landtag aus, blieb aber weiterhin Starnberger Bürgermeister. 1969 wurde er einziger FDP-Landrat in Bayern und regierte den Landkreis Starnberg bis 1996. Nachfolger als Starnberger Bürgermeister wurde Heribert Thallmair.